# Selaginella xichouensis
Selaginella xichouensis är en mosslummerväxtart som beskrevs av W. M. Chu. Selaginella xichouensis ingår i släktet mosslumrar, och familjen mosslummerväxter. Inga underarter finns listade i Catalogue of Life.